# Wāli

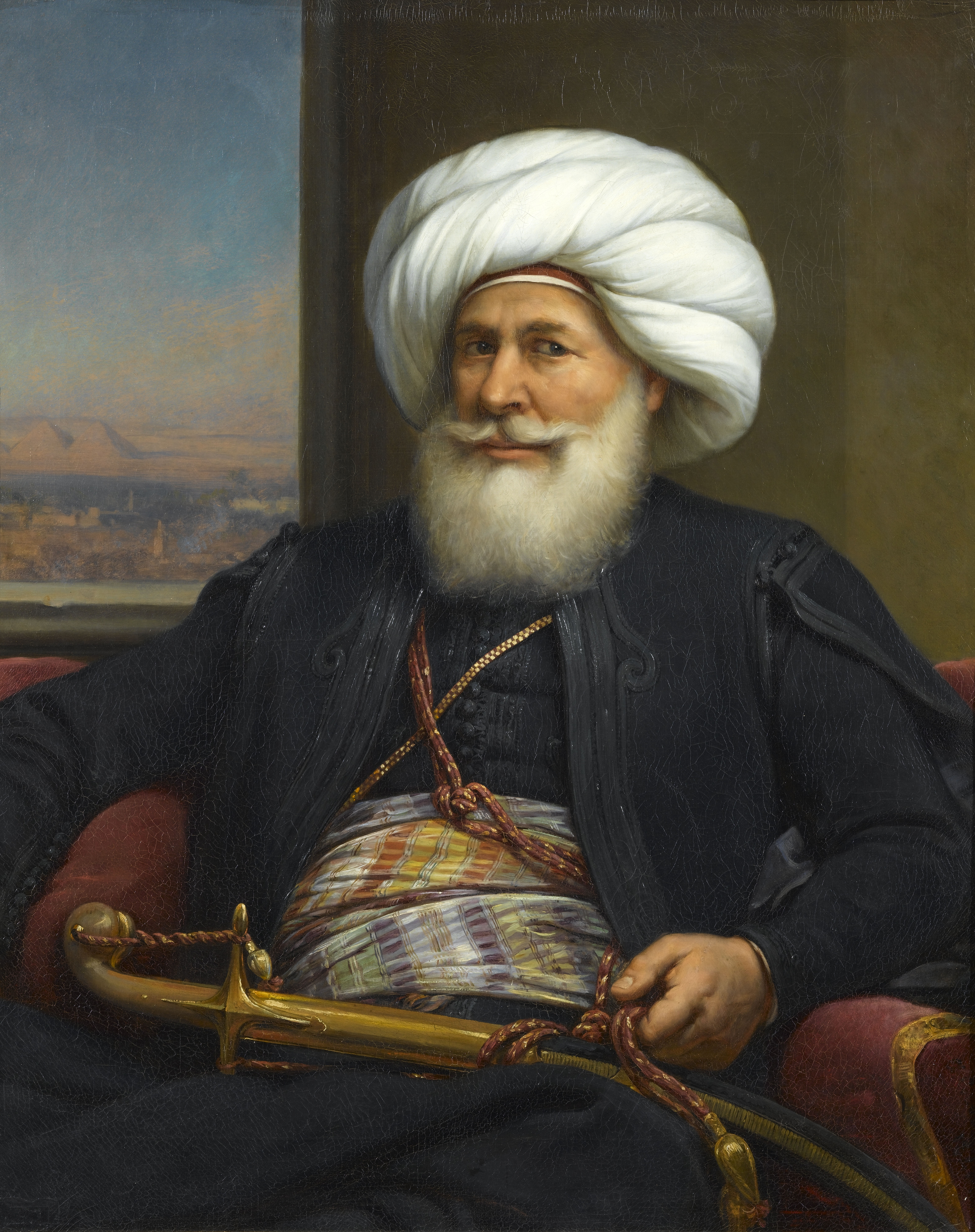
Mehemet Ali Viceroy of Egypt door Louis-Charles-Auguste Couder, 1840

Wāli (Arabisch: والٍ) is een administratieve titel die tijdens verschillende perioden in de Arabische geschiedenis (Ottomaans Rijk, Al-Andalus) werd gebruikt om gouverneurs van administratieve afdelingen, een vilajet, aan te wijzen. Het is nog in gebruik in sommige landen die zich oriënteren op de Arabische cultuur, zoals Algerije en Marokko. De afdeling die een wāli regeert wordt wilaya genoemd.
In Nederlands-Indië en Indonesië werd in de federale structuur van 1946 tot 1951 de titel "wali" gebruikt voor het bestuurlijk hoofd van een negara.